# Brodarica
Brodarica és un poble del comtat de Šibenik-Knin (Croàcia). El 2011 tenia 2.534 habitants.